# مادس فوغ
مادس فوغ (بالدنماركية: Mads Fogh)‏ هو لاعب كرة قدم دنماركي في مركز الدفاع، ولد في 19 سبتمبر 1988 في كولدنغ في الدنمارك. لعب مع نادي فايله.